# Etzenrather Mühle
De Etzenrather Mühle (Nederlands: Etzenradermolen) is een voormalige watermolen gelegen net buiten de Nederlandse buurtschap Etzenrade (gemeente Beekdaelen), echter op grondgebied van de Duitse gemeente Gangelt. De molen werd gebruikt als korenmolen aangedreven door het water van de Roode Beek.

## Geschiedenis
De eerste vermelding van de Etzenrather Mühle stamt uit het jaar 1492. Het bouwwerk brandde in 1591 uit en werd nadien weer herbouwd. In 1913 werd het waterrad door een turbine vervangen. Bij de kanalisatie van de Roode Beek in 1965 werd de molen buiten bedrijf gesteld. Tegenwoordig is het gerestaureerde bouwwerk in gebruik als horecagelegenheid.
Naburige watermolens zijn stroomopwaarts de Brommler Mühle bij Mindergangelt en stroomafwaarts de Roermolen bij Jabeek. 